# Setge de Massília
El Setge de Massília tingué lloc durant la primavera del 49 aC i va durar fins al setembre del mateix any, dintre del marc de la guerra civil romana que va enfrontar les faccions dels Populares, liderada per Juli Cèsar i els optimats o conservadors del Senat romà liderats per Pompeu. El setge fou comandat per Dècim Brut, que aconseguí la rendició de la ciutat.

## Antecedents
Els dos bàndols enfrontats en la guerra civil tenien un gran interés a controlar la ciutat de Marsella, una de les ciutats més importants de la conca occidental de la Mediterrània, que encara gaudia d'una àmplia autonomia.
Cèsar volia cobrir-se les espatlles abans d'enfrontar-se als seus enemics a Hispània, però al no disposar de cap flota, va haver de fer avançar a la seva infanteria vers la ciutat marinera.
Tan bon punt va arribar prop de la ciutat, va començar les negociacions a la recerca d'una aliança. Cèsar, però, va fracassar en el seu objectiu, perquè mentrestant havia arribat a la ciutat, aquesta vegada per via marítima, Luci Domici Aenobarb, un líder important dels conservadors que va aconseguir obtenir el suport de Marsella.
En aquest punt, Cèsar va decidir assetjar Marsella, organitzant un bloqueig de la mateixa per terra i per mar:
"Cèsar, sentint-se profundament insultat, va portar a Marsella tres legions i va ordenar la construcció de torres i artefactes per l'assalt a la ciutat i dotze vaixells de guerra a Arles. Quan aquests vaixells, trenta dies després de tallar la fusta, van estar acabats i equipats, foren enviats a Marsella sota el comandament de Dècim Brut, mentre el setge quedava en mans del llegat Gai Treboni."

## El Setge
La part terrestre del setge es va centrar especialment en l'ampli ús de màquines de guerra, responent els ciutadans de Marsella amb diverses sortides a camp obert tractant d'alleujar la pressió sobre la ciutat. Malgrat tot, però, el setge es resoldria a la banda marítima, on els assetjats van realitzar els seus majors esforços.
Dues vegades els ciutadans van intentar trencar el bloqueig naval, però malgrat la seva superioritat numèrica i tècnica, no tingueren èxit en cap dels seus intents.

### 27 de Juny
La flota que comandava Dècim Brut eren 12 vaixells acabats de construir. Aquests van resultar ser lents i difícils de maniobrar i a més no disposava de mariners experts, veient-se obligat a reclutar soldats d'infanteria sense experiència en afers mariners. En aquestes condicions, va ancorar la flota a Ratonneau, una illa situada davant de Marsella. Els habitants de la ciutat, experts navegants i amb vaixells més ràpids i maniobrables, decidiren intentar trencar el setge el 27 de juny.
"Els marsellesos, seguint els consells de Luci Domici, van equipar i armar disset vaixells de guerra, onze dels quals amb coberta. A més afegiren tota una sèrie d'embarcacions lleugeres per tal d'espantar als nostres vaixells amb el seu nombre. A bord hi disposaren mots arquers...Armada la flota de manera tan completa, avançaren plens de confiança contra els nostres vaixells, que, sota el comandament de Dècim Brut, estaven ancorats a prop de l'illa que està davant de Marsella. La flota de Brut era molt menor en nombre de vaixells, però per la tripulació Cèsar havia escollit homes especialment triats pel seu gran valor ... "
Les estratègies d'ambdues flotes foren dictades pels seus respectius punts forts, així mentre els romans van tractar d'acostar-se a les naus enemigues mitjant rampes i ganxos per entaular una lluita cos a cos, els de Marsella intentaven trencar la formació dels romans i fer les naus ingovernables trencant-los els rems, alhora que feien caure núvols de fletxes sobre elles. La victòria però, fou pels romans, gràcies a la veterania dels seus soldats, que enfonsaren 3 naus enemigues i capturaren 8 més.

### 31 de juliol
El segon intent per trencar el bloqueig naval vingué de l'exterior. 17 naus dels conservadors, comandades per Luci Nassidi, havien salpat de Sicília i tot navegant vora la costa, havien arribat a prop de Marsella sense ser detectades. Nassidi va aconseguir enviar un missatge als ciutadans per convèncer-los d'entrar en batalla naval un cop més. Durant aquest mes, aquests havien construït 9 noves naus, recuperant el nombre inicial de la seva flota (17) i sumant així un total de 34 naus per enfrontar-se a Dècim Brut, que comptava amb 18 (12 originals i 6 capturades).
La batalla tingué lloc a Tauroento (avui Saint-Cyr-sur-Mer). Un cop més, els marsellesos intentaren aprofitar la seva major velocitat i experiència per navegar entre les naus romanes, trencar la formació i disparar les seves fletxes. Els romans responien intentant navegar ben junts i abordar als enemics per la lluita cos a cos. Quan dos dels trirrems enemics col·lidiren entre si, els romans les abordaren ràpidament i enfonsaren totes dues. Nassidi, veient el caire de la batalla, decidí abandonar i seguir navegant cap Hispània en persecució de Cèsar.
Els marsellesos perderen 10 naus i Dècim Brut aconseguí mantenir el bloqueig naval sobre la ciutat.

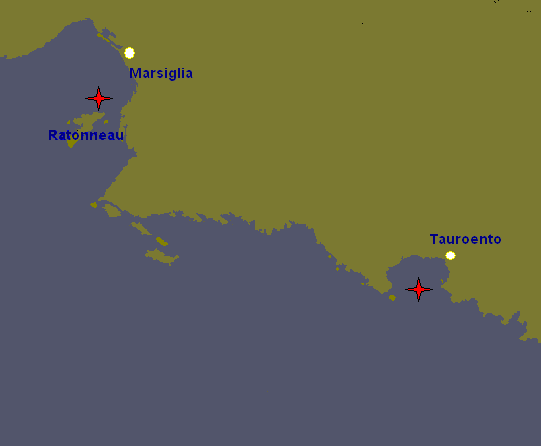
Batalles navals de Marsella i Tauroento

## Fi del setge
"Els ciutadans de Marsella, exhausts per tota mena de mals, patint fam, derrotats dues vegades en el mar, vençuts en diverses sortides... van decidir finalment rendir-se. Uns dies abans però, Luci Domici, al saber les intencions de Marsella, va aconseguir tres vaixells, dos dels quals va donar als seus amics propers i va fugir embarcat en el tercer aprofitant-se d'una violenta tempesta. En veure'l, els vaixells que per ordre de Brut muntaven guàrdia al port, van llevar àncores i van començar a perseguir-lo. No obstant això, el vaixell de Domici va accelerar i persistint en la fugida, a l'empara de la tempesta, va desaparèixer a l'horitzó. Els altres dos, terroritzats pels atacs de les nostres naus, van retornar al port. Marsella, seguint ordres, va treure de la fortalesa les seves armes i màquines de guerra, va fer sortir del port i de les drassanes els seus vaixells i lliurà els diners del seu tresor públic."

## Conseqüències
Cèsar tingué clemència dels vençuts i Marsella va mantenir la seva independència. Va perdre, però, gran part dels seus territoris interiors que passaren a formar part de la província romana de la Gàl·lia Narbonesa